# Lymantria matuta
Lymantria matuta är en fjärilsart som beskrevs av Felix Bryk 1949. Lymantria matuta ingår i släktet Lymantria och familjen tofsspinnare. Inga underarter finns listade i Catalogue of Life.